# Minella Times
Minella Times, född 4 mars 2013 i Kilbeggan i County Westmeath på Irland, är ett engelskt fullblod som tävlar i National Huntlöp. 2021 segrade han i Grand National tillsammans med Rachael Blackmore, och blev den första hästen som ridits till seger i löpet av en kvinnlig jockey.

## Bakgrund
Minella Times är en brun häst utan vita tecken, uppfödd på Irland av Cathal Ennis på Quill Farm nära Kilbeggan i County Westmeath. Han köptes som föl i november 2013 på Tattersalls Ireland November National Hunt Sale för €31 000 av John Nallen från Minella Racing. Nallen köpte även den blivande segraren av Cheltenham Gold Cup, Minella Indo vid samma auktion. Minella Times kastrerades före starten av sin tävlingskarriär.

## Karriär
Efter ett par point-to-pointlöpningar med varierande resultat sattes Minella Times ut till försäljning igen. Han köptes av J.P. McManus och sattes i träning hos Henry de Bromhead i Knockeen i Waterford. Han gjorde sin första start hos de Bromhead i en National Huntlöpning på Cork Racecourse den 19 november 2017.
Under karriären reds han inledningsvis av Mark Walsh, och senare av Rachael Blackmore. Tillsammans med Blackmore tog han sin hittills största seger i Grand National (2021). Grand National reds över fyra miles, två och en halv furlongs på Aintree Racecourse den 10 april. Minella Times startade som fjärdehansfavorit vid 11/1, och segrade med 6½ längd framför stallkamraten och tvåan Balko Des Flos. Med segern blev Minella Times den första hästen som ridits till seger i löpet av en kvinnlig jockey. På grund av Covid-19-restriktioner fanns det inga åskådare på banan för att bevittna den historiska segern.